# 대한민국 지식기업인 대상
대한민국지식기업인대상(Korea Top Enterpriser Awards)은 기업, 기관, 단체 및 인물을 대상으로 국내 산업발전과 기술, 지식, 콘텐츠 경쟁력으로 경제발전과 국민의 삶의 질 향상에 앞장선 우수한 기업가를 선정하여 수여하는 상이다.

## 심사 조직
대한민국 지식기업인 대상 보관됨 2018-04-09 - 웨이백 머신의 심사를 전담하는 조직위원회(상설기구)는 경영학, 경제학, 벤처학, 마케팅학, 공학, 사회복지학 등 다학제에서 활동하고 있는 교수진들과 기자 및 언론협회 등 언론계 전문가로 구성되어 있다.
조직위원회는 전문가적 양식에 따른 엄격한 ‘원칙’과 ‘신뢰’를 바탕으로 공정한 평가를 실시한다. 
이를 위하여 조직위원회는 대상 선정기업 의 신기술과 제품개발, 고객만족도 등의 성과가 국가산업 경쟁력과 소비자들의 삶의 질 향상에 크게 기여한 바를 인증함으로써 이들의 사기를 진작시키기 위함을 목적으로 조직되어 활동한다.

## 평가 항목
1. 정확성
  - 사업 소개 내 제공정보와 대상물과의 일치성 여부를 평가
2. 건전성
  - 기업 상태의 건전성 여부
3. 대외성과
  - 기업에 대한 대외적 인지도 평가 수준
    - 언론보도자료, 표창 및 수상실적, 서비스 관련, 타 인증획득 문서
4. 서비스전략
  - 지속적인 서비스 제공을 위한 전략, 기업 신뢰도, 인지도를 위한 체계적 수립 여부  
    - 서비스 전략 및 사업 계획서
5. 고객만족
  - 고객의 의견을 수렴하기 위한 다양한 채널의 구축 여부  
    - 고객의 불만을 신속하고 정확하게 처리하는지 여부